# Philipp Silber
Philipp Silber (* 17. Juli 1876 in Czernowitz, Bukowina; † wahrscheinlich 1942 im Vernichtungslager Sobibor) war ein österreichischer Komponist.

## Leben
Silber, Sohn des Handelsreisenden Oswald Silber, besuchte die Volksschule und das Gymnasium in Wien und Radautz. Anschließend studierte er von 1896 bis 1900 Jura an der Universität Wien, wo er 1903 zum Dr. jur. promoviert wurde. Parallel nahm er musikalischen Unterricht bei Carl Lafite, Alexander von Zemlinsky und Richard Heuberger. Ab 1903 war Silber Mitglied der 1897 gegründeten Gesellschaft der Autoren, Komponisten und Musikverleger (AKM) in Wien und vertrat diese Urheberrechtsgesellschaft in verschiedenen juristischen Funktionen, unter anderem als Mitglied ihres Schiedsgerichts.
Neben seiner Arbeit als Funktionär war Silber auch als Kapellmeister und Chorleiter tätig und komponierte Walzer, Märsche, Lieder, Operetten und eine Oper.
Bereits 1907 machte Silber Grammophonaufnahmen mit einem “Special-Orchester von Mitgliedern der Wiener Tonkünstler” für die Marken Scala und Premier. Als 1910 in Wien die 'Erste Internationale Jagdausstellung' stattfand, wurde er als Dirigent der 18 Mann starken  »Manhattan-Kapelle« engagiert, die dort zur Unterhaltung der Besucher in einem Musikpavillon aufspielte. Von dieser Besetzung ist eine Aufnahme auf Premier Record erhalten. Sie belegt gleichzeitig, dass Silber neben Opernmusik und leichter Klassik nicht nur herkömmliche europäisch-wienerische Unterhaltungsmusik spielte, sondern auch neuen transatlantischen Musikformen wie dem Cake Walk aufgeschlossen gegenüberstand.
Am 14. Juni 1913 fand in Silbers Wiener Wohnung die konstituierende Sitzung des Österreichischen Komponisten-Clubs (heute Österreichischer Komponistenbund, ÖKB) statt; Silber gehörte neben Eduard Kremser (Erster Präsident) und Carl Michael Ziehrer (Erster Vizepräsident) als Zweiter Vizepräsident zum Gründungsvorstand des ÖKC. In der 4. Generalversammlung vom 2. März 1916 wurde Silber in dieser Funktion von Franz Lehár abgelöst. Ende der 1920er Jahre war Silber Generalsekretär der Gesellschaft der Konzertdirigenten, Kapellmeister und Chorleiter in Wien.
Nach seiner Deportation aus dem Ghetto Izbica am 14. Juni 1942 fehlt von Silber jedes Lebenszeichen. 1969 wurde er mit dem Deportationsdatum für tot erklärt.

## Werke
- Der fahrende Geselle. Komische Oper
- 1896: Der Weiberfeind. Operette. Libretto von Karl Georg Zwerenz.
- 1906: Unterm Stephansturm. Operette.
- 1908: Die Paradiesvögel. Operette. Libretto von A. M. Willner und Julius Wilhelm.
- 1912: Der keusche Joseph. Operette. Libretto von Karl Georg Zwerenz.